# Lonestar
Lonestar es un grupo de country estadounidense. Actualmente la banda está compuesta por Richie McDonald, Michael Britt, Keech Rainwater y Dean Sams. En 1998, el bajista John Rich abandonó el grupo, y desde entonces Lonestar no ha tenido un bajista oficial. En noviembre de 2007, Richie MacDonald que había sido el vocalista de la banda hasta ese momento, dejó Lonestar para comenzar una carrera en solitario, pero retomó dicho rol en el año 2011. 
El éxito de Lonestar comenzó en 1995 en los Estados Unidos con "Tequila Talkin'", que se convirtió en su primer sencillo en alcanzar el top 10. Desde entonces, la banda ha colocado un total de 27 sencillos en la lista de Country de la revista Billboard, de los cuales 9 alcanzaron el número #1.
En 1999 alcanzaron su mayor éxito hasta la fecha, con la edición del sencillo "Amazed", un éxito que llegó más allá de los círculos de country, consiguiendo el número uno en el Hot 100 de la revista Billboard.

## Discografía

### Álbumes de estudio
| Año  | Disco             | Posición   | Posición | RIAA                     |
| Año  | Disco             | US Country | US 200   | RIAA                     |
| ---- | ----------------- | ---------- | -------- | ------------------------ |
| 1995 | Lonestar          | 11         | 69       | Disco de Oro             |
| 1997 | Crazy Nights      | 16         | 166      | Disco de Oro             |
| 1999 | Lonely Grill      | 3          | 28       | 3 veces disco de platino |
| 2001 | I'm Already There | 1          | 9        | Disco de platino         |
| 2004 | Let's Be Us Again | 2          | 14       | Disco de Oro             |
| 2005 | Coming Home       | 3          | 26       |                          |
| 2006 | Mountains         | 10         | 37       |                          |

### Recopilatorios y discos especiales
| Año  | Disco                             | Posición   | Posición | RIAA                     |
| Año  | Disco                             | US Country | US 200   | RIAA                     |
| ---- | --------------------------------- | ---------- | -------- | ------------------------ |
| 1994 | Lonestar Live (EP)                |            |          |                          |
| 2000 | This Christmas Time               | 11         | 95       |                          |
| 2003 | From There to Here: Greatest Hits | 1          | 7        | 2 veces disco de platino |
| 2007 | My Christmas List                 |            |          |                          |

### Sencillos
| Año  | Sencillo                                 | Posición   | Posición   | Disco                             |
| Año  | Sencillo                                 | US Country | US Hot 100 | Disco                             |
| ---- | ---------------------------------------- | ---------- | ---------- | --------------------------------- |
| 1995 | "Tequila Talkin'"                        | 8          |            | Lonestar                          |
| 1996 | "No News"                                | 1          | 122        | Lonestar                          |
| 1996 | "Runnin' Away With My Heart"             | 8          |            | Lonestar                          |
| 1996 | "Heartbroke Every Day"                   | 18         |            | Lonestar                          |
| 1996 | "When Cowboys Didn't Dance"              | 45         |            | Lonestar                          |
| 1997 | "Come Cryin' to Me"                      | 1          |            | Crazy Nights                      |
| 1997 | "You Walked In"                          | 12         | 93         | Crazy Nights                      |
| 1998 | "Say When"                               | 13         |            | Crazy Nights                      |
| 1998 | "Everything's Changed"                   | 2          | 95         | Crazy Nights                      |
| 1999 | "All My Love for Christmas"              | 61         |            |                                   |
| 1999 | "Saturday Night"                         | 47         |            | Lonely Grill                      |
| 1999 | "Amazed"                                 | 1          | 24         | Lonely Grill                      |
| 1999 | "Smile"                                  | 1          | 39         | Lonely Grill                      |
| 2000 | "Amazed" (re-release)                    |            | 1          | Lonely Grill                      |
| 2000 | "What About Now"                         | 1          | 30         | Lonely Grill                      |
| 2000 | "Tell Her"                               | 1          | 30         | Lonely Grill                      |
| 2000 | "Winter Wonderland"                      | 72         |            | This Christmas Time               |
| 2000 | "Have Yourself A Merry Little Christmas" | 71         |            | This Christmas Time               |
| 2000 | "Santa Claus Is Coming to Town"          | 67         |            | This Christmas Time               |
| 2000 | "The Little Drummer Boy"                 | 46         |            | This Christmas Time               |
| 2001 | "I'm Already There"                      | 1          | 24         | I'm Already There                 |
| 2001 | "With Me"                                | 10         | 63         | I'm Already There                 |
| 2001 | "Unusually Unusual"                      | 12         | 66         | I'm Already There                 |
| 2002 | "Not a Day Goes By"                      | 3          | 36         | I'm Already There                 |
| 2003 | "My Front Porch Looking In"              | 1          | 23         | From There to Here: Greatest Hits |
| 2003 | "Walking in Memphis"                     | 8          | 61         | From There to Here: Greatest Hits |
| 2004 | "Let's Be Us Again"                      | 4          | 38         | Let's Be Us Again                 |
| 2004 | "Somebody's Someone"                     | 53         |            | Let's Be Us Again                 |
| 2004 | "Mr. Mom"                                | 1          | 33         | Let's Be Us Again                 |
| 2005 | "Class Reunion (That Used To Be Us)"     | 16         | 97         | Let's Be Us Again                 |
| 2005 | "You're Like Coming Home"                | 8          | 63         | Coming Home                       |
| 2006 | "I'll Die Tryin'"                        | 43         |            | Coming Home                       |
| 2006 | "Mountains"                              | 10         | 75         | Mountains                         |
| 2007 | "Nothing to Prove"                       | 51         |            | Mountains                         |